# فرودگاه آپر کنت
فرودگاه آپر کنت (به انگلیسی: Upper Kent Aerodrome) یک فرودگاه همگانی است . این فرودگاه در کشور کانادا قرار دارد و در ارتفاع ۷۵ متری از سطح دریا واقع شده است.